# Cándida Martínez López
Cándida Martínez López (Vélez-Blanco, Almería) es historiadora, catedrática de universidad, experta en historia y estudios de las mujeres y política española. De 2000 a 2008 fue Consejera de Educación de la Junta de Andalucía y de 2008 a 2011 diputada al Congreso en la IX Legislatura. Es codirectora de Arenal, Revista de Historia de las Mujeres.

## Biografía
Doctorada en Geografía e Historia por la Universidad de Granada, es catedrática de Historia Antigua en la Facultad de Filosofía y Letras de la misma y profesora visitante de varias universidades extranjeras como la de Roma o la Autónoma de México. 
Fue la primera mujer Decana de la Facultad de Filosofía y Letras de la Universidad de Granada (1990-1996).

### Historia de las mujeres
En su carrera profesional destacan sus investigaciones sobre la historia de las mujeres, las mujeres en las sociedades mediterráneas, las mujeres y la paz, el matronazgo femenino o la reflexión sobre teoría y metodología de la historia desde una perspectiva feminista.
Formó parte del grupo de profesoras que impulsaron los Estudios de las Mujeres en España, la creación del Seminario de Estudios de la Mujer y posterior Instituto Universitario de Investigación de Estudios de las Mujeres y de Género que dirigió en el año 2000. 
En la Universidad de Granada, a lo largo de su carrera docente en el área de Estudios de las Mujeres y de Género ha impartido clases en la Licenciatura y el Grado de Historia, en el Posgrado de Experta universitaria en Género, en el Máster Interuniversitario Cultura de Paz: Conflictos, Educación y Derechos Humanos y en el Máster Europeo Erasmus Mundus en Estudios de las Mujeres y de Género (GEMMA). Asimismo, ha dado cursos en varios programas de doctorado.
Desde el año 2015, Martínez López coordina el programa de doctorado “Estudios de las Mujeres. Discursos y Prácticas de Género” de la Universidad de Granada.
También fue cofundadora de la Asociación Española de Historia de las Mujeres (AEIHM), de la Asociación Universitaria de Estudios de la Mujer (AUDEM) y de Arenal, Revista de Historia de las Mujeres de la que es codirectora junto a Mary Nash.

### Trayectoria política
Militante del Partido Socialista Obrero Español desde 1996, fue miembro del Parlamento de Andalucía y en 2000 fue nombrada Consejera de Educación y Ciencia de la Junta de Andalucía, pasando a ocupar la Consejería de Educación desde 2004 hasta 2008. Ha sido presidenta del Consorcio del Parque de las Ciencias (Granada) (2000-2008).
En 2008 encabezó la lista del PSOE por la provincia de Granada en las elecciones generales, siendo elegida Diputada al Congreso, donde fue portavoz de Educación del grupo parlamentario socialista. Formó parte de la ejecutiva federal del Partido Socialista Obrero Español, como responsable de Educación y Cultura entre 2008 y 2012.

## Publicaciones
Entre sus publicaciones: 
- Martínez López, C.; López López, A.; Pociña Pérez A. (eds.). La Mujer en el Mundo Mediterráneo antiguo. Granada: Publicaciones de la Universidad de Granada, 1990.
- Ballarín Domingo, P.; Martínez López, C. Del Patio a la Plaza. Las Mujeres en las sociedades mediterráneas. Granada: Universidad de Granada, 1995.
- Martínez López, C. (ed.). Feminismo, ciencia y transformación social. Granada: Editorial Universidad de Granada, 1995.
- Martínez López, C.; Muñoz Muñoz, F. A. Poblamiento ibérico y romano en el sureste peninsular la comarca de los Vélez (Almería). Granada: Editorial Universidad de Granada, 1999.
- Martínez López, C. La historia de las Mujeres en España en los años noventa. En: Ortiz Gómez, T., Martínez López, C.et al, Universidad y feminismo en España II. Situación de los Estudios de las Mujeres en las universidades españolas en los años 90. Granada: Editorial Universidad de Granada. Col. Feminae, 1999.
- Martínez López, C.; Pascua, M. J. de la; Pastor, R.; Tavera, S. (dir). Las Mujeres en la Historia de España. Diccionario biográfico. Barcelona: Ed. Planeta, 2000.
- Mirón Pérez, M. D.; Martínez López, C.; Díez, E.; Sánchez, M.; Martín, A. Las Mujeres y la paz: génesis y evolución de conceptualizaciones, símbolos y prácticas. Madrid: Instituto de la Mujer, 2004.
- Martínez López, C. La memoria de las mujeres en la arquitectura pública: matronazgo cívico en el Hispania romana. En Diez Jorge, E. (ed.): Arquitectura y mujeres en la Historia. Madrid: Síntesis, 2015. pp. 59-88.
- Martínez López, C. Mujeres y diosas mediadoras de paz. En: Díez Jorge, M. E.; Sánchez Romero, M. (coord.).Género y Paz. Barcelona: Icaria, 2010. pp. 57-82.
- Martínez López, C. Las Mujeres y la Universidad. Ambivalencia de su integración. En: Rodríguez Martínez, C. (Comp.), Género y Currículo. Aportaciones del género al estudio y práctica del currículo. Madrid: Akal, 2006. pp. 216-225.
- Martínez López, C.; Sánchez, S. (eds.). Escuela, espacio de paz. Reflexiones desde Andalucía. Granada: Editorial Universidad de Granada, 2013.
- Martínez López, C.; Nash, M. 20 años de Historia de las Mujeres en España. Arenal. Revista de Historia de las Mujeres, 20(1): 5-40 (2013).
- Martínez López, C. y Serrano, F. (eds.). Matronazgo y arquitectura. De la antigüedad a la Edad Moderna. Granada: Editorial Universidad de Granada, Colección feminae, 2016.
- Martínez López, C. y Ubric, P. (eds.), Cartografías de género en las ciudades antiguas. Granada: Editorial Universidad de Granada, Colección feminae, 2017.